# Cassipourea obtusa
Cassipourea obtusa là một loài thực vật có hoa trong họ Rhizophoraceae. Loài này được Urb. mô tả khoa học đầu tiên năm 1912.